# Edwige Avice
Edwige Avice (ur. 13 kwietnia 1945 w Nevers) – francuska polityk, posłanka do Zgromadzenia Narodowego, w latach 1991–1992 minister współpracy i rozwoju.

## Życiorys
Absolwentka studiów humanistycznych na Uniwersytecie Paryskim, kształciła się także w Instytucie Nauk Politycznych w Paryżu. Pracowała m.in. w dziale handlu zagranicznego banku Crédit Lyonnais oraz w biurze dyrektora zarządzającego Hôpitaux de Paris (systemu publicznych szpitali w Paryżu).
W 1972 dołączyła do Partii Socjalistycznej, pięć lat później weszła w skład władz centralnych partii. W 1978, 1981, 1986 i 1988 uzyskiwała mandat deputowanej do Zgromadzenia Narodowego VI, VII, VIII i IX kadencji, trzykrotnie z Paryża, ostatni raz z departamentu Isère. W latach 80. była także radną francuskiej stolicy.
Obejmowała niższe stanowiska rządowe w gabinetach, którymi kierowali Pierre Mauroy, Laurent Fabius i Michel Rocard. Była ministrem delegowanym (wiceministrem) ds. wypoczynku, młodzieży i sportu (1983–1984) oraz przy ministrze spraw zagranicznych (1988–1991), a także sekretarzem stanu przy ministrze obrony (1984–1986). Od maja 1991 do kwietnia 1992 sprawowała urząd ministra współpracy i rozwoju w rządzie Édith Cresson.
W latach 1993–2005 zarządzała funduszem inwestycyjnym Financière de Brienne. Była przewodniczącą CNAPS, krajowej rady do spraw kultury fizycznej i sportu. Została również zastępcą dyrektora w przedsiębiorstwie analitycznym BIPE.

## Odznaczenia
- Wielki Oficer Legii Honorowej (2021)[5]
- Komandor Legii Honorowej (2016)[6]
- Oficer Legii Honorowej (2009)[7]
- Kawaler Legii Honorowej (1998)[7]
- Krzyż Wielki Orderu Sokoła Islandzkiego (Islandia, 1990)[8]